# Wah
Wah (en ourdou : واہ ; Wāh) est une ville pakistanaise du district de Rawalpindi, dans la province du Pendjab. Le centre de la ville est situé à environ trente kilomètres de la capitale pakistanaise, Islamabad.
La ville possède d'importantes industries militaires, les Pakistan Ordnance Factories, employant près de 25 000 personnes. Elle est traversée par une route nationale qui mène à Rawalpindi et Islamabad. Une autoroute dessert également la ville. Elle possède également plusieurs universités, et 50 000 étudiants y feraient leurs études. Plusieurs quartiers de la ville sont habités par des officiers de l'armée, étant donné la proximité de Rawalpindi, ville abritant les quartiers généraux de l'armée pakistanaise.
Le 21 août 2008, un attentat-suicide revendiqué par les talibans tue plus de 70 personnes travaillant dans les industries militaires.

## Démographie
La population s'élevait à 198 891 habitants en 1998. En 2017, le recensement indique une population de 380 103 habitants, soit une croissance annuelle de 3,5 % depuis 1998, largement supérieure à la moyenne nationale de 2,4 %.
En 2023, la population de la ville monte à 400 733 habitants.
|            | 1972 (rec.) | 1981 (rec.) | 1998 (rec.) | 2017 (rec.) | 2023 (rec.) |
| ---------- | ----------- | ----------- | ----------- | ----------- | ----------- |
| Population | 107 510     | 122 335     | 198 891     | 380 103     | 400 733     |

## Éducation
Le taux d'alphabétisation à Wah est d'environ 100 % et est le taux d'alphabétisation le plus élevé du Pakistan, connu comme « la ville de l'éducation ». Cette petite ville compte deux universités à charte, une faculté de médecine, une école d'ingénieurs et de nombreuses autres écoles et collèges techniques. Les étudiants de Wah Cantt étudient dans plusieurs des meilleurs instituts du Pakistan et à l'étranger. Historiquement, de nombreux lieux environnants témoignent des liens de la région avec son passé, car l'ancienne ville voisine de Taxila était un siège d'apprentissage depuis des milliers d'années. Le Premier ministre du Pakistan Shaukat Aziz a déclaré : « Wah Cantt possédait des installations éducatives et sanitaires idéales et je suis impressionné par le taux de 100 % d'alphabétisation dans la ville ». La ville de Wah est également surnommée « l'île de l'excellence » : 120 établissements d'enseignement accueillent plus de 170 000 étudiants de haut niveau.